# Мусаев, Шамиль Расимович
Шамиль Расимович Мусаев (27 июня 1997, Русская Поляна, Русско-Полянский район, Омская область, Россия) — российский борец греко-римского стиля, призёр чемпионата России.

## Спортивная карьера
Является воспитанником дагестанской школы борьбы. В марте 2017 года в Бердске, победив в финале Данилу Мискина из Ульяновской области, стал чемпионом России среди юниоров. В ноябре 2017 года в городе Тарко-Сале Ямало-Ненецкого АО стал бронзовым призёром мастерского турнира на призы губернатора. В апреле 2018 года в Москве в финале чемпионата России среди спортсменов до 24 лет уступил Нохчо Лабазанову, став серебряным призёром. В феврале 2022 года в Суздале на чемпионате России, одолев в схватке за 3 место Заура Козонова из Северной Осетии, завоевал бронзовую медаль. 

## Основные достижения
- Чемпионат России по греко-римской борьбе 2022 — ;

## Личная жизнь
Является выходцем из Дагестана.